# Chaetodipus fallax
Chaetodipus fallax là một loài động vật có vú trong họ Chuột kangaroo, bộ Gặm nhấm. Loài này được Merriam mô tả năm 1889.